# ماسيميليانو تاكيناردي
ماسيميليانو تاكيناردي (بالإيطالية: Massimiliano Tacchinardi)‏ هو لاعب كرة قدم إيطالي في مركز قلب الدفاع، ولد في 2 أغسطس 1971 في كريما في إيطاليا. لعب مع إنتر ميلان ونادي مسينا.